# Rupert Jäger
Rupert Jäger (* 1. Februar 1809 in Kempten; † 30. April 1851 in Speyer) war ein deutscher Pädagoge und klassischer Philologe.

## Leben
Rupert Jäger war der Sohn von Hofrat Dr. Georg von Jäger, der bei der Geburt seines Sohnes Professor und Rektor am Gymnasium in Kempten war und später Rektor des Lyzeums und Gymnasiums in Speyer wurde, sowie dessen Ehefrau Friederike von Ravenstein († 1857). Sein Bruder Albert von Jäger war der spätere Direktor der Pfälzischen Eisenbahnen.
Er kam 1817 im Alter von acht Jahren in das Gymnasium Speyer und später zum Lyzeum, dort wandte er sich den neueren Sprachen zu, insbesondere das Englische beschäftigte ihn und er hatte hierbei zwei Lehrer, Karl Friedrich Neumann, später Professor an der Universität München, der dort die chinesische Sprache lehrte sowie Literatur, und den späteren Erzbischof von Köln, Johannes von Geissel.
Im Herbst 1826 begann er ein Philologie-Studium an der Universität München und hörte dort die Vorlesungen bei Friedrich von Thiersch. Als Ordinarius wurde er schon im ersten Jahr in das philologische Seminar aufgenommen. Er hielt seine öffentliche Disputation am 13. Februar 1829 in der Aula unter dem Vorsitz von Friedrich von Thiersch und eröffnete sie mit einer kritischen Dissertation de Glauci Diomedisque episodio. Außer den klassischen Studien beschäftigte er sich mit Rechtswissenschaften, altdeutscher Literatur und orientalischen Sprachen. Aufgrund seiner Erfahrungen mit den Vorlesungen der Professoren Friedrich von Thiersch, Friedrich Wilhelm Joseph Schelling und Johann Andreas Schmeller schrieb er sich zum Wintersemester 1829/1830 an der Universität Bonn ein und hörte dort Vorlesungen bei Barthold Georg Niebuhr, Friedrich Gottlieb Welcker, Karl Friedrich Heinrich, August Ferdinand Räke (1788–1838) (gemäß Nekrolog) und/oder August Ferdinand Naeke (gemäß der Rede zur Trauerfeier). Aufgrund seiner Staatsprüfung kehrte er im Sommersemester nach München zurück und bestand die philologisch-historische Lehramtsprüfung mit vorzüglichem Ergebnis.
Am 14. Juli 1831 wurde er als zweiter Lehrer beim Rektor Friedrich Wilhelm Balbier (1778–1832) an der Lateinschule in Kaiserslautern eingestellt.
Am 2. Juli 1833 wurde er als Subrektor und Oberlehrer an die Lateinschule Frankenthal versetzt, weil die Notabeln der Stadt ein Bittgesuch an die Regierung sandten, in dem sie um die Entsendung einer Lehrerpersönlichkeit baten.
Am 29. März 1836 wurde er an die zweite Klasse des Gymnasiums nach Speyer befördert und am 6. Juli 1838 rückte er als Ordinarius in die dritte Klasse vor; 1842 übernahm er als Ordinarius die Oberklasse.
Im Februar 1847 wurde sein Kollege Karl Felix Halm nach Hadamar versetzt und ihm wurden, als dessen Nachfolger, die philologischen Vorträge am Lyzeum übertragen. Die Berufung des Professors Johann Kaspar Zeuß an die Universität München hatte zur Folge, dass er am 25. Mai 1847 zum Professor der Geschichte und Philologie am Lyzeum ernannt wurde.
Als Konservator des Kreis-Antiquariums und der Sammlungen des Historischen Vereins der Pfalz beschäftigte er sich ab 1839 mit wissenschaftlicher Forschung und veröffentlichte diese als antiquarische Abhandlungen in den Heidelberger Jahresberichten 1843 und 1848; hierbei verkehrte er auch mit Friedrich Creuzer, Johann Christian Felix Bähr, Laurenz Lersch und August Friedrich Pauly.
Rupert Jäger heiratete Karoline, die Tochter des königlichen Kreis-Medizinalrates Carl Christian Gottlob Ehrmann (1778–1826), während seines zweijährigen Aufenthaltes in Kaiserslautern. Gemeinsam hatten sie einen Sohn und eine Tochter. Sein Sohn Julius Jäger wurde Generaldirektionsrat im Verkehrsministerium in München. Seine Tochter Lina verstarb kurz nach seinem Tod.
Er starb an den Folgen eines 1825 überstandenen Scharlachfiebers.

## Mitgliedschaften
- Bei der Gründung des Historischen Vereins der Pfalz 1839 wurde er zum Konservator des Kreis-Antiquariums und der Sammlungen des Vereins gewählt.
- Er war Mitglied und Sekretär der katholischen Dompfarrkirchenverwaltung seit 1844.

## Schriften (Auswahl)
- De Glauci Diomedisque episodio. 1829.
- Annotationum in Plutarchi vitam Caesaris specimen primum. Spirae, Typis Danielis Kranzbühler 1838.